# Les Treize (opéra-comique)
 (septembre 2021).
La mise en forme du texte ne suit pas les recommandations de Wikipédia : il faut le « wikifier ».
Les points d'amélioration suivants sont les cas les plus fréquents. Le détail des points à revoir est peut-être précisé sur la page de discussion.
- Les titres sont pré-formatés par le logiciel. Ils ne sont ni en capitales, ni en gras.
- Le texte ne doit pas être écrit en capitales (les noms de famille non plus), ni en gras, ni en italique, ni en « petit »…
- Le gras n'est utilisé que pour surligner le titre de l'article dans l'introduction, une seule fois.
- L'italique est rarement utilisé : mots en langue étrangère, titres d'œuvres, noms de bateaux, etc.
- Les citations ne sont pas en italique mais en corps de texte normal. Elles sont entourées par des guillemets français : « et ».
- Les listes à puces sont à éviter, des paragraphes rédigés étant largement préférés. Les tableaux sont à réserver à la présentation de données structurées (résultats, etc.).
- Les appels de note de bas de page (petits chiffres en exposant, introduits par l'outil «  Source ») sont à placer entre la fin de phrase et le point final[comme ça].
- Les liens internes (vers d'autres articles de Wikipédia) sont à choisir avec parcimonie. Créez des liens vers des articles approfondissant le sujet. Les termes génériques sans rapport avec le sujet sont à éviter, ainsi que les répétitions de liens vers un même terme.
- Les liens externes sont à placer uniquement dans une section « Liens externes », à la fin de l'article. Ces liens sont à choisir avec parcimonie suivant les règles définies. Si un lien sert de source à l'article, son insertion dans le texte est à faire par les notes de bas de page.
- La présentation des références doit suivre les conventions bibliographiques. Il est recommandé d'utiliser les modèles {{Ouvrage}}, {{Chapitre}}, {{Article}}, {{Lien web}} et/ou {{Bibliographie}}. Le mode d'édition visuel peut mettre en forme automatiquement les références.
- Insérer une infobox (cadre d'informations à droite) n'est pas obligatoire pour parachever la mise en page.

Pour une aide détaillée, merci de consulter Aide:Wikification.
Si vous pensez que ces points ont été résolus, vous pouvez retirer ce bandeau et améliorer la mise en forme d'un autre article.
Pour l’article homonyme, voir Les Treize.
Personnages
- Hector, colonel de Lanciers Napolitains (ténor)
- Odoard, Feld Maréchal Autrichien (basse)
- Gennaio, fils de l'aubergiste (ténor)
- Isela, couturière (chanteuse)
- Matteo (Baryton)
- Le greffier du Barygel (basse)
- Voiturins'
- Paysans
- Onze jeunes seigneurs

Les Treize est un opéra-comique en trois actes d'Eugène Scribe et Paul Duport pour les paroles du livret et une musique de Fromental Halévy, créé le 15 avril 1839 à l'Opéra-Comique au premier Théâtre des Nouveautés (Paris).

## Critiques
Présent à la première représentation, le critique et compositeur Hector Berlioz publie dans le Journal des débats du 18 avril 1839, une critique positive de cette œuvre : 

« La nouvelle partition de M. Halévy a obtenu le plus honorable succès, mérité par un travail fait avec soin et conscience et par plusieurs intentions scéniques très heureusement rendues. C’est à mon avis une des meilleures productions de l’auteur de La Juive. On peut trouver que plusieurs morceaux sont trop développés, ce qui nuit à leur effet en allongeant démesurément la pièce ; on pourrait reprocher aussi à l’auteur un emploi trop fréquent de l’instrumentation violente dans des scènes de comédie qui ne comporteraient que des moyens beaucoup plus doux ; mais en somme cette musique a bien réussi, parce qu’elle est attachante, vive, dramatique, jamais triviale, et en général écrite avec un art consciencieux qui se montre de jour en jour plus rare dans les œuvres de cette nature. Je conviens qu’il n’y a pas là dedans la surabondance de ponts-neufs ni les contredanses toutes faites que les éditeurs et malheureusement aussi beaucoup de prétendus amateurs de musique préfèrent à tout ; mais en revanche il y a des morceaux d’ensemble habilement conçus et dessinés d’une façon aussi claire que savante ; il y a, dans le rôle de Lorenzo surtout, des phrases d’un tour mélodique excellent ; il y a des intentions d’un fort bon comique, comme cette progression ascendante chromatique dans laquelle l’amoureux dont les Treize ont enlevé la maîtresse pousse ses ah ! en sanglotant d’une façon si grotesque ; il y a un duo plein de verve, un quatuor très bien fait, une jolie romance et plusieurs détails ingénieux d’orchestre. C’est bien suffisant, ce me semble, pour soutenir le frêle édifice d’un opéra-comique. Le livret d’ailleurs est amusant ; le succès ne pouvait donc être douteux. L’Opéra-Comique est en bonne veine. »

L'opéra Les Treize a suscité des avis et critiques très divers. Cet opéra est jugé «très estimé des connaisseurs» bien qu'il n'ait pas eu «un grand succès». Le synopsis de l'opéra a paru «intolérable» pour certains.
La musique d'Halévy a été jugé assez innovante et même déroutante pour le public de l'Opéra-Comique peu habitué au «luxe inusité des combinaisons harmoniques». Clément et Larousse parlent d'«innovations hardies» et juge la musique comme une «partition remarquable par la délicatesse de l'orchestration, l'originalité des rhythmes(sic), la nouveauté des effets d'accompagnement.»
Les morceaux, jugés les plus intéressants sont l'ouverture Il est dans Naples la jolie, le final du premier acte Trouble extrême, elle est là, le final du deuxième acte O ciel ! quoi ! me voilà marquise! et le morceau le plus connu de cet opéra, l'air chanté par Isella oui, je suis une grande dame.

## Argument
Dans l'auberge du père de Gennaio, aux environs de Naples.

### Acte I
(12 scènes)
Dans le premier acte, la scène représente un vestibule d'auberge en Italie près de Naples.
scène 1. Dans cette scène sont présents Matteo et Gennaio qui sert un groupe de buveurs et de joueurs en train de chanter en chœur « Vive le vin mes seuls amours, buvons encor, buvons toujours (pour les uns) ou vive le jeu mes seuls amours, Jouons encor, jouons toujours (pour les autres) ». Dans la scène 2, Odoard entre en scène, est reconnu par Gennaio et on apprend qu'il vient ici car il hérite d'un château. Il commande treize couverts pour le soir et annonce qu'une femme devrait le rejoindre. À ces mots, les voiturins se mettent à murmurer au sujet de la société des treize qui sont de jeunes gens réputés pour faire disparaitre les belles promises qui leur plaisent et citent l'exemple de Matteo, en pleurs, qui a perdu sa fiancée brune peu avant le mariage. L'inconsolable Matteo retrouve finalement la joie lorsqu'Odoard lui donne 10 ducats pour cesser son chagrin. La scène 3, Odoard annonce à Gennaio qu'il commande l'escorte de la future reine tandis que Gennaio, lui confie aimer une couturière du nom d'Isella pas assez riche pour pouvoir avoir une dot alors que son père veut le marier avec une femme plus riche. Gennaio s'est même engagé dans les lanciers sans prévenir son père pour ne pas se marier avec cette femme quitte à en mourir au combat. Odoard lui annonce que le colonel Hector, commandant le régiment de Gennaio, aurait des vues sur Isella. Scène 4 : Gennaio parle seul sur scène et se dit qu'en s'infligeant une vie de soldat, peut-être que son père reviendra sur sa décision et laissera Gennaio épouser Isella pour éviter l'armée. Dans la scène 5, Gennaio voit arriver le comte Hector, son futur colonel, déguisé en voiturin et dont le chant révèle que « ce joyeux déguisement livre ma nouvelle conquête au piège amoureux qui l'attend ». Gennaio se rend compte qu'Isella est là alors qu'Hector demande une chambre.

### Acte II
(10 scènes)

### Acte III
(9 scènes)

## Histoire des productions en France et à l'étranger

### La première
L'œuvre a été créée en s'inspirant de la nouvelle d'Honoré de Balzac Histoire des Treize mais finalement en n'en gardant comme similitude que le titre et le nombre de jeunes seigneurs du prologue. Les Treize était initialement prévu en un seul acte mais Fromental Halévy en allongeant tant la musique qu'Eugène Scribe et Paul Duport, lui en ajoutent un second puis un troisième acte. Le succès de la pièce a été jugé médiocre pour les uns, secondaire pour certains, bon pour d'autres.
Les répétition de l'orchestre se sont déroulées en même temps que celles de la pièce Le Planteur.
Lors de la première représentation, l'acteur Chollet a obtenu un certain succès personnel involontaire lorsqu'il s'est présenté pour nommer les auteurs de l'opéra et en annonçant que la musique était de Léon Halévy (le poète). Cette méprise entre Léon Halévy, le poète et son frère Fromental Halévy, le musicien a provoqué l'hilarité de la salle.

### Province et étranger
La première représentation des Treize à Nantes, le 22 décembre 1839 fut un beau succès. La prestation de Mr Bisot (dans le rôle d'Hector) fut appréciée de même que celle de madame Bisot (son épouse).
A Toulouse, Les Treize ont été joués à partir du début octobre 1840 au théâtre du Capitole où le « poême et la musique ont fait fortune » avec Albert Renault et madame Riffault pouvant « revendiquer une bonne part du succès ».
En Belgique, Les Treize a été joué dans un contexte particulier où aucune publicité n'a été faite pour la première de cette pièce. En effet, comme l'annonce Édouard Fétis dans une grande revue musicale : « l'administration de nos théâtres ayant voulu retrancher une de leurs entrées aux grands journaux, ceux-ci lui déclarèrent une guerre impitoyable. » citant un exemple caractéristique, Édouard Fétis ajoute « L'Indépendant a préféré se renfermer dans un superbe silence ; quoi qui se fasse dans l'opéra, dans la comédie, dans le ballet, dans le vaudeville, il se tait. Plusieurs premières représentations ont eu lieu; il n'en a point parlé. Des artistes étrangers sont venus se faire entendre; il a fait semblant de n'en rien savoir. » Il faut ajouter à cela l'impéritie des administrateurs, la date de la première représentation de cet opéra-comique a fait éclater de colère Fétis : « N'est-ce pas encore ici un témoignage de la complète impéritie des administrateurs de notre malheureux théâtre ? Où faut-il avoir la tête, je vous le demande, pour donner la première représentation d'un opéra le jour de Noël dans un pays où l'esprit religieux s'est conservé dans toute sa pureté ! ».

## Acteurs et costumes de la première représentation
| Rôle,                                   |                        |
| --------------------------------------- | ---------------------- |
| Hector, colonel de Lanciers napolitains | M. Chollet             |
| Odoard, Feld Maréchal autrichien        | M. Roy                 |
| Gennaio, fils de l'aubergiste           | M. Jansenne            |
| Isela, couturière                       | Mme Jenny Colon Leplus |
| Matteo                                  | M. Léon                |
| Le greffier du Barygel                  | M. Palianti            |

## Œuvres
- Eugène Scribe (ill. Alfred Johannet, Tony Johannet, Gavarni, Marckl), Œuvres complètes de M. Eugene Scribe, vol. 2, Paris, Aimé André et Furne et Cie, 1841
- Fromental Halévy, Eugène Scribe et Paul Duport, Les Treize, opéra comique en 3 actes, paroles de MM E. Scribe et Paul Dupont, représenté pour la première fois sur le théâtre royal de l'opéra-comique le 15 avril 1839 (Partition), Paris, Maurice Schlesinger, 1842, 407 p.